# Lyophyllaceae
The Lyophyllaceae là một họ nấm trong bộ Agaricales. Họ này có 8 chi và 157 loài.

## Hình ảnh

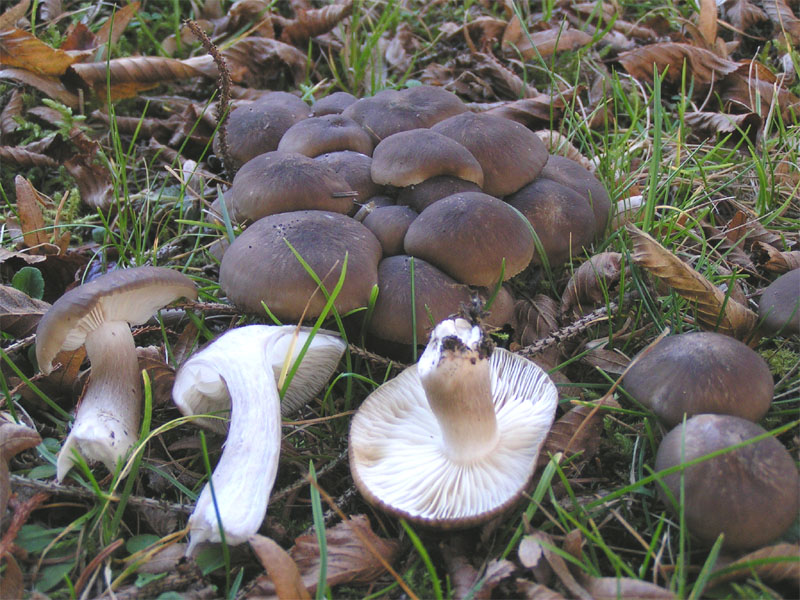
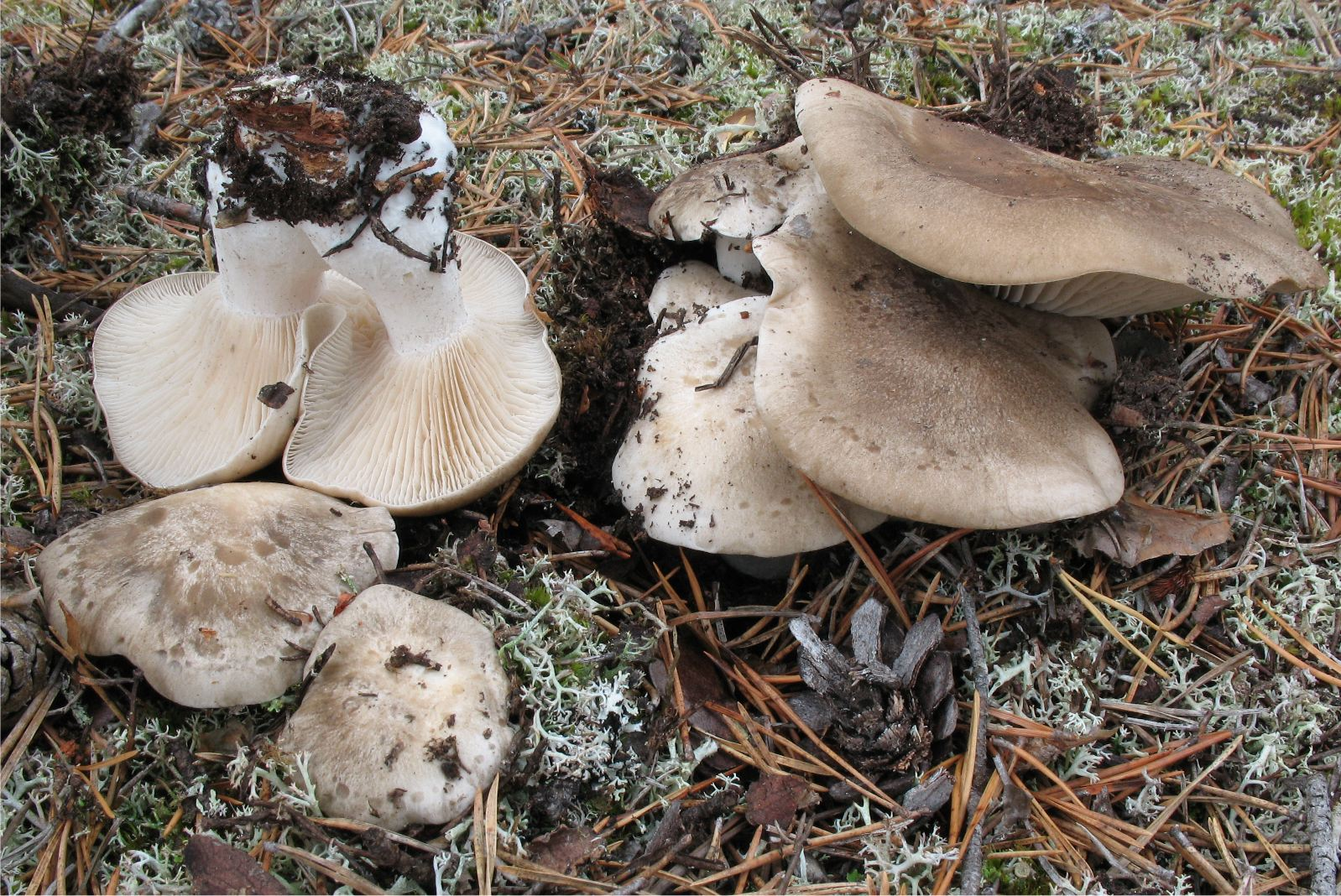
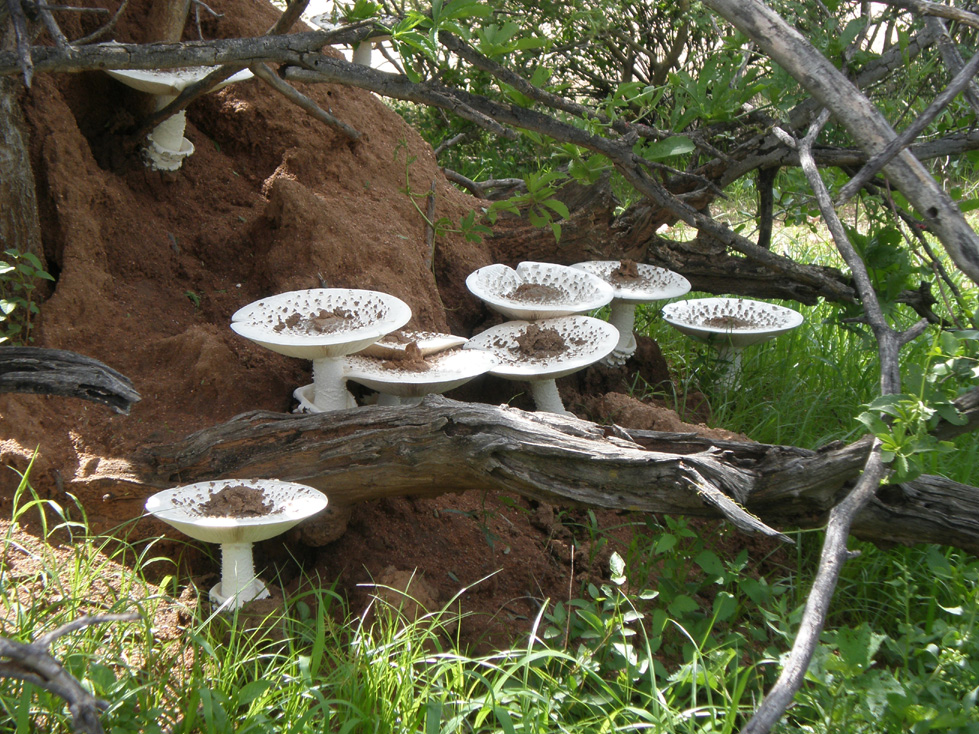